# Gardenia fucata
Gardenia fucata är en måreväxtart som beskrevs av Robert Brown och George Bentham. Gardenia fucata ingår i släktet Gardenia och familjen måreväxter. Inga underarter finns listade i Catalogue of Life.